# Cerna (okręg Tulcza)
Cerna – wieś w Rumunii, w okręgu Tulcza, w gminie Cerna. W 2011 roku liczyła 1844 mieszkańców.